# Cancer de l'endomètre
 Mise en garde médicale
Le cancer de l'endomètre, appelé aussi cancer du corps utérin, est le cancer qui se développe à partir de l'endomètre qui est le tissu de l'utérus où se produit la nidation. Au sens strict, ce terme générique désigne l'ensemble des tumeurs malignes  (cancer) de l'endomètre. Dans l'usage, il désigne l'adénocarcinome de l'endomètre.
Il ne doit pas être confondu avec le cancer du col de l'utérus car les causes et les caractéristiques épidémiologiques de ces deux cancers sont différentes. Le cancer du col est un cancer de la femme jeune associé à une infection génitale par un virus transmis sexuellement, l'HPV (Human Papilloma Virus). Le cancer de l'endomètre touche le plus souvent la femme ménopausée.
Le cancer de l'endomètre est plutôt un cancer de bon pronostic. Souvent découvert précocement lors d'un bilan de saignement utérin chez une femme ménopausée, la tumeur est très fréquemment accessible à un traitement chirurgical curatif.
Lorsqu'il est diagnostiqué à un stade plus avancé, les traitements utilisés comportent la chirurgie, la radiothérapie, la chimiothérapie ou l'hormonothérapie. Ces deux dernières thérapies sont le plus souvent appliquées lorsqu'un traitement curatif ne peut pas être envisagé.

## Épidémiologie
En 1995, le nombre de cancers de l’endomètre diagnostiqués a été estimé à 4 600 cas en France et 1 200 personnes sont décédées de ce cancer en France.
Le taux d’incidence standardisé à la population des pays industrialisés de 15-25 pour 100 000 femmes. Dans les pays industrialisés, son incidence est de 142 200. Dans le monde, son incidence est de 200 000 nouveaux cas annuels avec 50 000 décès, faisant de ce cancer le deuxième plus fréquent de la sphère gynécologique (hors sein, le premier cancer étant celui du col de l'utérus). Cet incidence tend à croître dans les pays industrialisés.

## Facteur de risque
Le facteur de risque principal non modifiable est l'âge. Ce cancer survient le plus souvent chez la femme de 60 ans. 
Le principal facteur de risque reconnu du cancer de l'endomètre est l'obésité. Certains médicaments sont en cause dans l'apparition du cancer de l'endomètre, C'est le cas en particulier du tamoxifène qui est utilisé, entre autres dans le traitement curatif du cancer du sein. Le bénéfice apporté par le tamoxifène dans le cancer du sein est bien souvent très supérieur au risque lié à l'apparition du cancer de l'endomètre.
L'utilisation d’œstrogènes seuls (sans un progestatif) dans le traitement substitutif de la ménopause, double le risque de survenue de ce cancer. L’association œstrogènes-progestatif annule ce sur risque.
Il existe également des prédispositions génétiques comme lors du syndrome de Lynch, responsable d'un peu moins de 10% des cancers de l'endomètre de la femme jeune.
Il existe des facteurs protecteurs comme la parité (nombre de grossesses) ou d'une contraception œstroprogestative.

## Prévention
La prévention repose, en partie, sur le contrôle des facteurs de risques modifiables. Ainsi, la lutte contre l'obésité permet de réduire la fréquence du cancer de l'endomètre.
Le suivi gynécologique de la femme ménopausée permet le diagnostic précoce du cancer de l'endomètre. Chez une patiente traitée par tamoxifène, tout saignement, écoulement vaginal ou anomalie échographique de la muqueuse utérine doit être exploré à la recherche d'un cancer de ce type.

## Différents types
Le cancer de l'endomètre est un carcinome, principalement un adénocarcinome, de différenciation glandulaire.
Les carcinomes de l'endomètre sont de plusieurs types histologiques : l'adénocarcinome endométrioïde est le plus fréquent (75 à 80 % des cas), suivi du carcinome mixte (10 %), de l'adénocarcinome séreux (moins de 10 %, de mauvais pronostic et qui se traite comme un cancer de l'ovaire). Seule la forme endomètioïde est sensible aux hormones. L'adénocarcinome non endomètrioïde se voit plus fréquemment chez l'afro-américaine, avec un plus mauvais pronostic.
Les formes rares comprennent : 
- l'adénocarcinome à cellules claires, qui représente  4 %, de mauvais pronostic (grade 3) ;
- l'adénocarcinome mucineux, qui représente 1 % ;
- le carcinome indifférentié, de mauvais pronostic ;
- la carcinosarcome, également de mauvais pronostic (grade 3) ;
- le carcinome épidermoïde, représente moins de 1 %.

Ces carcinomes de l'endomètre ont la même modalité thérapeutiques, à l'exception du carcinome séreux qui est traité comme un adénocarcinome séreux de l'ovaire.

## Clinique

### Signes fonctionnels
La métrorragie est le symptôme qui retient toute l'attention du clinicien. Il s'agit le plus souvent de saignement génital, survenant après la ménopause. La survenue d'une métrorragie après la ménopause doit faire suspecter un cancer de l'endomètre, cause de ce saignement dans 5 à 10 % des cas des femmes ne recevant pas de traitement substitutif de la ménopause.
Parfois on observe à la place de la classique métrorragie une hydrorrhée (écoulement liquide non hémorragique) ou une leucorrhée.
Les douleurs sont rares et signent une extension du processus tumoral vers les organes adjacents.

### Examen clinique
L'interrogatoire recherche des antécédents personnels et familiaux de cancer. Le traitement actuel ainsi que les autres antécédents sont notés pour être pris en compte dans le bilan pré-thérapeutique. Il s'agit d'une tumeur de la femme âgée, certaines ne pourront donc pas être opérée du fait des maladies associées ou de l'état général. 
L'examen clinique confirme l'hémorragie extériorisée par le col de l'utérus et l'absence de lésion du col à l'examen au spéculum. La palpation retrouve parfois une masse utérine, parfois latéralisée, dure, voire sensible. La recherche d'adénopathie singuinales ou sus-claviculaire, un surpoids et l'évaluation de l'état général complète le bilan.

### Imagerie
L'échographie par voie endovaginale a une très bonne sensibilité pour la détection de ce genre de cancer. 

## Diagnostic
Le diagnostic positif repose sur un prélèvement anatomo-pathologique réalisé lors d'un hystéroscopie. 

### Bilan d'extension
Le bilan d'extension recherche le degré d'extension locale de la maladie ainsi que la présence de métastases rétropéritonéales, hépatiques et pulmonaires. 
Le bilan d'extension comporte au minimum une IRM pelvienne et/ou un scanner abdominal et une radiographie thoracique. L'IRM, avec injection d'un produit de contraste, semble être cependant le meilleur examen dans ce cadre.

### Classification
Il existe plusieurs classifications permettant de choisir un traitement adapté :
- classification de la Fédération internationale des gynécologues et obstétriciens (FIGO) ;
- classification TNM ;
- classification du MD Anderson Cancer Center[réf. souhaitée] ;
- classification de l’Institut Gustave-Roussy.

La classification FIGO ("Fédération Internationale de Gynécologie-Obstétrique") est la plus fréquemment utilisée en France.
Une caractérisation moléculaire peut orienter le traitement dans les formes graves suivant le type de mutation retrouvé.

#### Classification de la Fédération internationale des gynécologues et obstétriciens (FIGO)
Elle a été publiée en 1988 et sa dernière version est de 2009.
Stade I, tumeur limitée au corps utérin
- IA : tumeur limitée à l'endomètre
- IB : envahissement de moins de la moitié du myomètre
- IC : envahissement de plus de la moitié du myomètre

Stade II, tumeur atteignant le col, sans plus d'extension du myomètre
- IIA : envahissement des glandes endocervicales uniquement
- IIB : envahissement du stroma cervical

Stade III, envahissement local et/ou régional
- IIIA : envahissement de la séreuse et/ou des annexes et/ou cytologie positive dans l'ascite ou dans le lavage péritonéal
- IIIB : envahissement vaginal
- IIIC : adénopathie métastatique pelvienne et/ou para-aortique

Stade IV
- IVA : tumeur envahissant la muqueuse vésicale et/ou la muqueuse intestinale
- IVB : métastases à distance, y compris les adénopathies inguinales et/ou intra-abdominales.

#### Grade histologique
Le grade histologique (de 1 à 3) est un facteur pronostic indépendant. Les carcinomes de l'endomètre à cellules claires et les carcinosarcomes sont toujours de grade 3.

### Facteurs pronostiques
Les facteurs pronostiques reconnus dans le cancer de l'endomètre sont :
- le Stade FIGO ;
- l'infiltration du myomètre ;
- le grade histologique ;
- le type histologique (cellules claires et séreux de moins bon pronostic).

La survie à 5 ans est de :
- 88 à 92 % dans les stades I
- 69 à 86 % dans les stades II
- 6 à 42 % dans les stades III
- < 5 % dans les stades IV.

## Traitements
Le traitement d'un cancer relève, le plus souvent, de services spécialisés et expérimentés. Il n'existe pas un traitement unique mais de multiples possibilités de traitement. Le choix de ce dernier impose une certaine expérience.
La prise en charge a fait l'objet de recommandations par la « European Society of Gynaecological Oncology » (ESGO), l'« European SocieTy for Radiotherapy and Oncology » (ESTRO) et l'« European Society of Pathology » (ESP) datent de 2021.

### Méthodes thérapeutiques
Le traitement du cancer de l'endomètre repose sur la chirurgie, la chimiothérapie, la radiothérapie et les soins de support. La chirurgie est le seul traitement curatif du cancer de l'endomètre. Elle peut être complétée par la radiothérapie et plus rarement par la chimiothérapie si le risque de rechute est important. 
Lorsque la tumeur ne peut être extraite de façon complète, ou quand la patiente n'est pas en mesure, ou refuse la chirurgie, le traitement n'est plus curatif. Son objectif consiste alors à réduire les symptômes liés à la maladie et retarder sa progression. Le traitement repose ainsi sur la radiothérapie, la chimiothérapie et l'hormonothérapie.

#### Chimiothérapie
Les molécules actives sont la doxorubicine, les sels de platine, le cyclophosphamide, le paclitaxel.
Les protocoles les plus fréquemment utilisés sont :
- doxorubicine-cisplatine ;
- paclitaxel-carboplatine[16] ;
- carboplatine-cyclophosphamide.

Lorsqu'une patiente est opérée de façon complète, une chimiothérapie de complément, appelée chimiothérapie adjuvante, peut lui être proposée afin de réduire le risque de récidive. 
La chimiothérapie métastatique apporte un bénéfice en termes de survie globale. Cette chimiothérapie dont l'objectif n'est pas de guérir la patiente mais de réduire la symptomatologie et de retarder l'évolution de la maladie doit être adaptée à l'état de la patiente afin de ne pas affecter sa qualité de vie.
Un essai du GOG a montré que cisplatine plus adriamycine était supérieur à l'adriamycine seule, avec un taux de réponses tumorales de 45 % contre 27 %. 

#### Hormonothérapie
Le traitement hormonal par progestatifs est actif dans le cancer de l'endomètre métastatique (hydroxyprogestérone, médroxyprogestérone, mégestrol).

#### Chirurgie
La chirurgie curative du cancer de l'endomètre comporte une hystérectomie totale (comprenant l'ablation des trompes et des ovaires) avec un curage ganglionnaire adapté au stade de la maladie, pouvant être guidé par le prélèvement du ganglion sentinelle. Elle peut être faite par laparotomie classique ou par cœlioscopie avec des résultats équivalents. L'intérêt d'une lymphadénectomie large systématique n'est pas démontré. Elle peut être accompagnée d'une biopsie du péritoine dans les formes que l'on suppose non limitées.

#### Radiothérapie
La radiothérapie des carcinomes de l'endomètre comprend une radiothérapie externe pelvienne (par accélérateur linéaire > 10 MV) de 45 Gy en 5 semaines et une curiethérapie vaginale à bas débit de dose (20 Gy).

### Stratégies thérapeutiques

#### Les formes à risque faible
Il s'agit des carcinomes de l'endomètre avec atteinte du myomètre < 50 % et grade 1 ou 2. Dans ce cas, on propose une hystérectomie totale sans traitement adjuvant.
Dans le cas de femmes jeunes avec désir de grossesse, un dispositif intra-utérin relarguant du levonorgestrel permet d'avoir un taux notable de réponse mais avec un risque de récidive.

#### Tumeurs limitées à l'utérus (stadesIetIIhors bon pronostic)
Il est proposé une hystérectomie totale avec curage ganglionnaire pelvien, associée à une curiethérapie vaginale post-opératoire. L'intérêt du curage ganglionnaire dans ces formes est toutefois contesté,. L'irradiation pelvienne externe n'a également pas démontré d'intérêt.

#### Tumeurs localement étendues, stades IIIA, B et C, IVA
Le traitement consiste en une hystérectomie totale, avec omentectomie (ablation du grand épiploon) et prélèvements ganglionnaires iliaques bilatéraux, avec irradiation externe pelvienne post-opératoire. En cas d'extension au col utérin et/ou vaginale, une curiethérapie vaginale à bas débit de dose de 20 Gy est associée.
La chimiothérapie adjuvante à la chirurgie et la radiothérapie est à l'étude (épirubicine - cisplatine ou paclitaxel - cisplatine) dans les formes stade IIIC, IVA, ainsi que les types histologiques séreux ou à cellules claires.

#### Formes non opérables d'emblée
La radiothérapie externe avec curiethérapie utéro-vaginale à bas débit est réservée à ces formes.

#### Carcinomes de d'endomètre métastatique
Une chimiothérapie par cisplatine - adriamycine en première ligne ou Paclitaxel - carboplatine en seconde ligne est effectuée.
L'hormonothérapie (progestérone haute dose) donne 15 à 30 % de réponse et peut être proposée aux femmes âgées ou dans les cancers d'évolution lente. Les formes résistantes peuvent bénéficier de l'association lenvatinib-pembrolizumab permettant des rémissions plus longues.

## Dépistage
Il n'existe pas de méthode simple et efficace de dépistage du cancer de l'endomètre, la fiabilité de l'échographie transvaginale n'étant pas assez bonne. Le frottis de l'endomètre est une méthode invasive qui n'est proposée que lorsque les facteurs de risque sont très importants comme lors d'un syndrome de Lynch. 
L'essentiel est d'informer la femme de ne pas négliger les petits saignements (métrorragies) et de consulter son gynécologue à ce moment.